# Moszatgombák
Moszatgombáknak nevezzük összefoglaló néven a korábbi Chromista (színes moszatok) regnumba sorolt gombaszerű szervezeteket. Ezek elvesztették a fotoszintézis képességét, és másodlagosan heterotróffá váltak. Sejtfalukban a növényekhez hasonlóan cellulóz található, amely a valódi gombáknál nem található meg. Testszerveződésükben és szaporodásukban (oogámia) szintén közel állnak egyes sárgásmoszatokhoz. A kovamoszatokhoz és egyes barnamoszatokhoz hasonlóan diplonta szervezetek, vagyis egyedfejlődésük során a diploid szakasz van túlsúlyban. Spóráik ostorosak, egy vagy két akrokont vagy heterokont helyzetű ostorral rendelkeznek.
Három törzset soroltak ide: a Hyphochytriomycota, az Oomycota (petespórás gombák) és a Labyrinthulomycota (Labirintusgombák) törzse.
Az Engler-rendszer használta e megnevezést.

## Hyphochytriomycota törzs
A törzs viszonylag jelentéktelen, mindössze 15 faj tartozik ide, amelyek azonban moszatgombák többi csoportjától lényegesen különböznek. Zoospóráik egyetlen akrokont helyzetű, pillás ostorral rendelkeznek, ilyen a csoporton kívül csak a sárgásmoszatoknál fordul elő. Sejtfalukban cellulóz és kitin is található, amely pedig kizárólag rájuk jellemző tulajdonság. Szaporodásmenetüket hiányosan ismerjük.

## Petespórás gombák (Oomycota) törzse
A törzs mintegy 500 fajt foglal magába. Az idetartozó fajok egy része ősi vízi szervezet, amely zoospórákkal szaporodik. Másik része erősen specializált szárazföldi, parazita gomba. Ez utóbbiak aplanospórákkal szaporodnak, amelyek másodlagosan, zoosporangiumokból jönnek létre. Életmódjuk változatos: a szaprobiontáktól az obligát parazitákig sokféle szervezet fordul elő közöttük.
Rajzóspóráik két ostorral rendelkeznek, ezek többnyire oldalsó vagy csúcsi helyzetűek, eltérő hosszúságúak. Az egyik ostor rövidebb és pillás, a másik hosszabb és sima felszínű. Osztatlan, cönocitikus hifáik vannak; erős, tömlő formájú, elágazó micéliumot képeznek, amely a sárgásmoszatok egy csoportjának (Vaucheria nemzetség) testére emlékeztet. A sejtfalukban cellulóz és glükán található, ezen kívül hidroxiprolint és lamiarint is kimutattak belőle. Ivaros szaporodásuk oogámia. Női ivarszervükben, az oogóniumban, a megtermékenyítés után egyesével vagy többesével jönnek létre az oospóráknak nevezett zigóták. Ivartalanul zoospórákkal vagy konídium jellegű zoosporangiumokkal szaporodnak.
Nyolc rendjük van: Saprolegniales, Peronosporales, Lagenidiales, Myzocytiopsidales, Olpidiopsidales, Pythiales, Rhipidiales, Sclerosporales

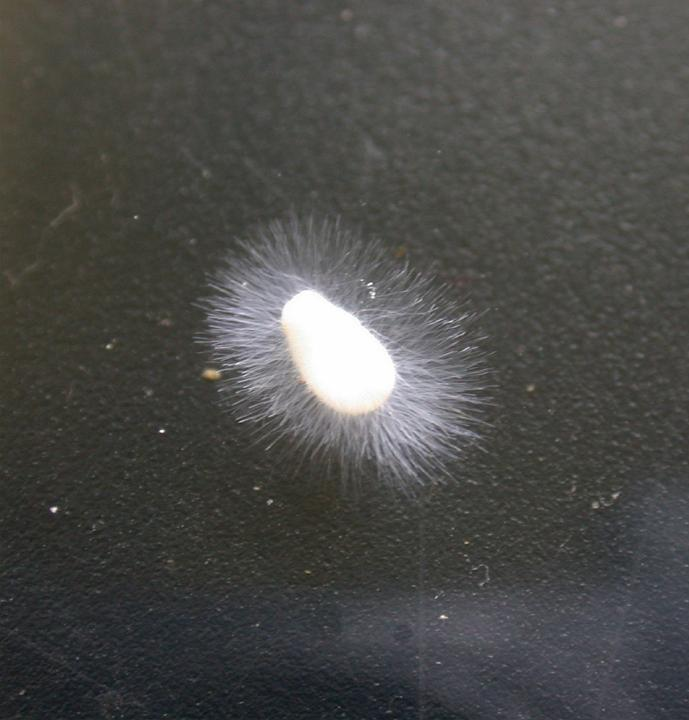
spóra

### Fontosabb rendek

#### A halpenészfélék rendje (Saprolegniales)
Tipikus vízi szervezetek. Gyorsan növő cönocitikus micéliumuk szaprotróf módon elhalt rovarok vagy növények maradványain él. Néhány fajuk - például a Saprolegnia parasitica - élősködőként beteg vagy sérült halakon, kétéltűeken, illetve azok ikráin fordul elő. Ivaros szaporodásukkor gömbölyű oogóniumukban több petesejt keletkezik, amelyeket egy vagy több megnyúlt anterídium termékenyít meg. A vékony megtermékenyítő tömlőkön keresztül bejutó hím jellegű sejtmagok egyesülnek a petesejtek magjaival, kitartóképleteket, zigótákat (oospóra) képezve. A vastag falú zigóták kedvező körülmények között kihajtva zoosporangiumokat képeznek, amelyekből mitózissal nagyszámú zoospóra rajzik ki. A zoosporangiumból kiszabaduló rajzóspóráknak kétféle állapotuk létezik (diplánia jelensége). Először, kiszabadulásukat követően körte alakúak és ostoraik csúcsi helyzetűek. Ezek bizonyos idő elteltével cisztákat képeznek, amelyekből később vese alakú és oldalsó helyzetű ostorokat viselő másodlagos rajzóspórák jönnek létre.

#### A peronoszpórafélék rendje (Peronosporales)
Micéliumuk fonalszerű, gazdagon elágazó. Magas fejlődési szintet elért petespórás gombák, amelyek körében a szárazföldi életmódra való fokozatos áttérés figyelhető meg. Az ősibb nemzetségek (Phytophthora, Pythium) még zoospórákat képeznek, amelyek kiszabadulva vízben úszva terjednek. Átmeneti típusoknak tekinthetők a Plasmopara és a Pseudoperonospora nemzetségek, amelyeknek sporangiumaiból esős, nedves időben zoospórák, száraz, napos időben pedig hifatömlők fejlődnek. A hifatömlők kialakításával ezek a gombák a szárazföldi életmódhoz való alkalmazkodás első lépését tették meg. A száraz körülményekhez teljes mértékben alkalmazkodott nemzetségek (Bremia, Peronospora) fajai már kizárólag úgy hatolnak be a gazdaszervezetbe, hogy sporangiumuk tömlőt hajt. Ez esetben a sporangiumok konídiumoknak tekinthetők. Ezzel párhuzamosan az oogóniumban a petesejtek száma is redukálódik.
Többségük virágos növények parazitája. Ezek a gazdanövény gázcserenyílásain át fonalat fejlesztenek a levelek mezofillumába. Itt a sejtekbe a sejtfalat áttörve szívófonalakat (hausztóriumokat) bocsátanak. Kedvező környezeti körülmények között ivartalan úton a gázcserenyílásokból kinőve zoosporangiumok jönnek létre, melyek újra zoospórákat képeznek, így nagyon gyorsan és nagy területet fertőzhetnek. Az ivaros szaporodás az oogónium (női ivarszerv) és antherídium (hím ivarszerv) létrejöttével kezdődik, majd az antherídium tömlőt hajt az oogóniumba. Ezen jut át a hímivarsejtnek megfelelő sejtmag. A dikariotikus periódus után kariogámia történik, az így keletkező zigóta (vagy oospóra)áttelel. Tavasszal megtörténik a meiózis, majd kialakul a zoosporangium.

#### Pythiales
A Saprolegniales rendhez hasonlóan itt is megjelenik a diplania, azonban a fajok egy részénél csak a másodlagos rajzók fejlődnek ki. Rajzóspóráik vagy egyesével szabadulnak ki a sporangiumból, vagy egységes vezikulaként ürülnek, és később oszlanak rajzókra.
Az ide tartozó fajok vízben élő, vagy talajlakó szaprotrófok, vagy növényi paraziták. Fontosabb közülük például a gyökérrothadást okozó Pythium debaryanum és burgonyavész okozója, a Phytophthora infestans.

#### Lagenidiales
Rovarpatogén organizmusok kerülnek ki ebből a csoportból. Többek között a Lagenidium giganteum szunyoglárvákon élősködik, amivel szóba jöhető ágense a szúnyogok elleni biológiai védekezésnek. Lagenidium fajok fertőzéséről azonban már emlősökben is beszámoltak.

## Labirintusgombák (Labyrinthulomycota) törzse
A törzs kis jelentőségű, mindössze 42 faj tartozik ide, tengeri vagy félsósvízi élőlények. Sejtjeik mukopoliszacharid anyagú nyálkát termelnek, így összefüggő hálózatot alkotnak (nyálkalabirintus vagy filoplazmódium). Ebben aktomiozin típusú fehérjék is találhatók, amellyel az egyes sejtek képesek nyálkában ide-oda mozogni.
Kiszáradáskor a sejtek aggregálódnak és vastag falú cisztát képeznek. Izogamétáik egyesülve képezik a zigótát, amely ezután mitózissal hozza létre a diploid nyálkatelepet. Meiózissal zoospórát képeznek, amelyek két ostorral (egy pillás és egy sima) rendelkeznek.

## Moszatgombák által okozott betegségek
Az idetartozó fajok többsége virágos (kultúr- és vadon termő) növények parazitája. Micéliumukat a gazdanövények sejtközötti járataiban fejlesztik ki, ahonnan a sejtekbe a nemzetségekre jellemző alakú szívófonalakat (hausztórium) bocsátanak. A sporangiumok a növény felszínén, a gázcserenyílásokon kinyúlva fejlődnek ki. A Pythium debaryanum palánták dőlését okozza. A Phytophthora infestans a burgonyavész kórokozója, de paradicsom-, tojásgyümölcs- és petúniakultúrákat is pusztít. A különböző kultúrnövényeket /pl. dohány, saláta, dinnye/ károsító peronoszpórafajok közül legnevezetesebb a szőlő peronoszpórája (Plasmopara viticola), amely az 1870-es években került Észak-Amerikából Európába. Járványszerű pusztítása napjainkban is jelentős. A keresztesvirágúakat támadja meg a fehér sömör (Albugo candida). A gazdanövény bőrszövete alatt vastag, fehéres színű telepet alkot.